# Gericht Bödefeld
Das Gericht Bödefeld war im Spätmittelalter und der frühen Neuzeit sowohl ein Organ der Rechtspflege als auch eine Verwaltungseinheit. Es entstand 1342 auf Betreiben des Grafen von Arnsberg. Mit dem Verkauf seiner Grafschaft 1368 gelangte es an die Kurfürsten von Köln als Landesherren des Herzogtums Westfalen und wurde dort in die Ämterorganisation eingebunden. 1803 fiel es im Zusammenhang mit der Säkularisation zusammen mit dem Herzogtum an den Landgrafen von Hessen-Darmstadt. Dieser löste es 1807 auf und gliederte es in das Amt Fredeburg ein.

## Entstehung
1342 bildete sich das Gericht Bödefeld, als der Arnsberger Graf das Dorf Bödefeld zur Freiheit erhob und den Richter dort gleichzeitig als seinen Vertreter in der Umgebung einsetzte. Er konnte seine Gerichtsbarkeit im Laufe der Zeit über das Kirchspiel Bödefeld ausdehnen.

## Geschichte
Graf Gottfried IV. hatte 1368 die Grafschaft Arnsberg an das Kurfürstentum Köln verkauft. Es wurde Teil des Herzogtums Westfalen. Die bestehenden Freigerichte wurden durch die kurfürstlichen Gerichte des Landesherrn verdrängt. Erstmals 1450 wird ein kurfürstlicher Richter zu Bödefeld genannt. Das Herzogtum Westfalen wurde als Folge des Reichsdeputationshauptschlusses 1803 säkularisiert und von Hessen-Darmstadt in Besitz genommen. Bei der Reform der Ämter vom 22. September 1807 wurde das Gericht Bödefeld dem Amt Fredeburg zugeteilt.

## Gerichtsbezirk
Das Gericht Bödefeld bestand aus den Ortschaften des Kirchspiels Bödefeld (Freiheit Bödefeld, Altenfeld, Westernbödefeld, Brabecke und Valme) mit Ausnahme von Gellinghausen und Osterwald. Diese Ortschaften gehörten zum Gericht des Oberamtes Fredeburg in Dorlar. Im Osten grenzte das Gericht an das Amt Medebach, im Süden an das Patrimonialgericht Oberkirchen, im Westen an das Amt Fredeburg, im Nordwesten an das Gericht Remblinghausen und im Norden an das Amt Brilon.

## Zuständigkeiten
Neben der Rechtsprechung hatte das Gericht auch Verwaltungsaufgaben wahrzunehmen. Zum Beispiel wurden durch das Gericht auch Steuern (Zehnte) eingezogen. Für die niedere Gerichtsbarkeit war das Magistratsgericht zuständig (Streitigkeiten der Bürger untereinander, ohne das Blut geflossen war).

## Zusammensetzung
Um das Jahr 1700 bestand das kurfürstliche Gericht aus
- dem kurfürstlichen Richter (später in Personalunion mit Medebach),
- zwei gewählten Gerichtsscheffen,
- einem Sekretär, und dem
- Brüchtemeister.

Richter, Brüchtemeister und Sekretär verfügten über eine juristische Ausbildung und wurden vom Landesherrn besoldet.

## Gerichtsverfahren
Das Gericht tagte in Lüken-Haus zu Bödefeld. Der kurfürstliche Richter leitete die Verhandlung. Anschließend befanden Richter und Gerichtsscheffen über die Schuld der Angeklagten. Der Brüchtemeister setzte das Strafmaß fest. Der Sekretär fertigte die erforderlichen Urkunden und Protokolle.
Ab etwa 1700 war der kurfürstliche Richter zu Medebach auch Richter zu Bödefeld. In Abwesenheit des kurfürstlichen Richters nahmen die Gerichtsscheffen Klagen entgegen.

## Kurfürstliche Richter zu Bödefeld
- 1450 Hermann von der Elpe,  Richter des Erzbischofs von Köln zu Bodenvelde[4]
- 1510 Johan Raidt,  Richter in der freyheyt zu Bogenvelde und myns g.h. van Collen Churfürst[5]
- 1541 Johann VI von Grafschaft[6]
- 1584 Frantz Scharpe[7]
- 1593 Eberhard Scharpe, Bödefelder Richter[8]
- 1641 Jost Scharffen, Richter zu Bodefeld, † 5. Februar 1658[9]
- 1657 Heinrich Knipschild, † 18. Januar 1674
- 1692 Rembert Knipschild, † 21. April 1702[10]
- 1702 Johann Rudolf Weise, Richter zu Bödefeld und Hallenberg[11][12]
- 1738 Franz Michael Honcamp[13]
- 1790 J. (F.) Gertman[14]
- 1802 Franz Friedrich Bernhard Höynck, * 7. September 1764, † 8. Juni 1845, Richter zu Winterberg, Bödefeld und Hallenberg, später ab 1807 Justizamtmann zu Arnsberg[15][16]